# مخمصه (فیلم روسی)
مخمصه (روسی: Жара) یک فیلم کمدی رمانتیک محصول سال ۲۰۰۶ سینمای روسیه است. این فیلم تا حدودی بر اساس رمان «قدم زدن در خیابان‌های مسکو» به کارگردانی رزو گیگینیشویلی و تهیه‌کنندگی فئودور بوندارچوک ساخته شده است. «مخمصه» به همراه «سگ تازی» به یکی از پرهزینه‌ترین فیلم‌های روسی در سال ۲۰۰۶ تبدیل شدند.